# Idah (stad)

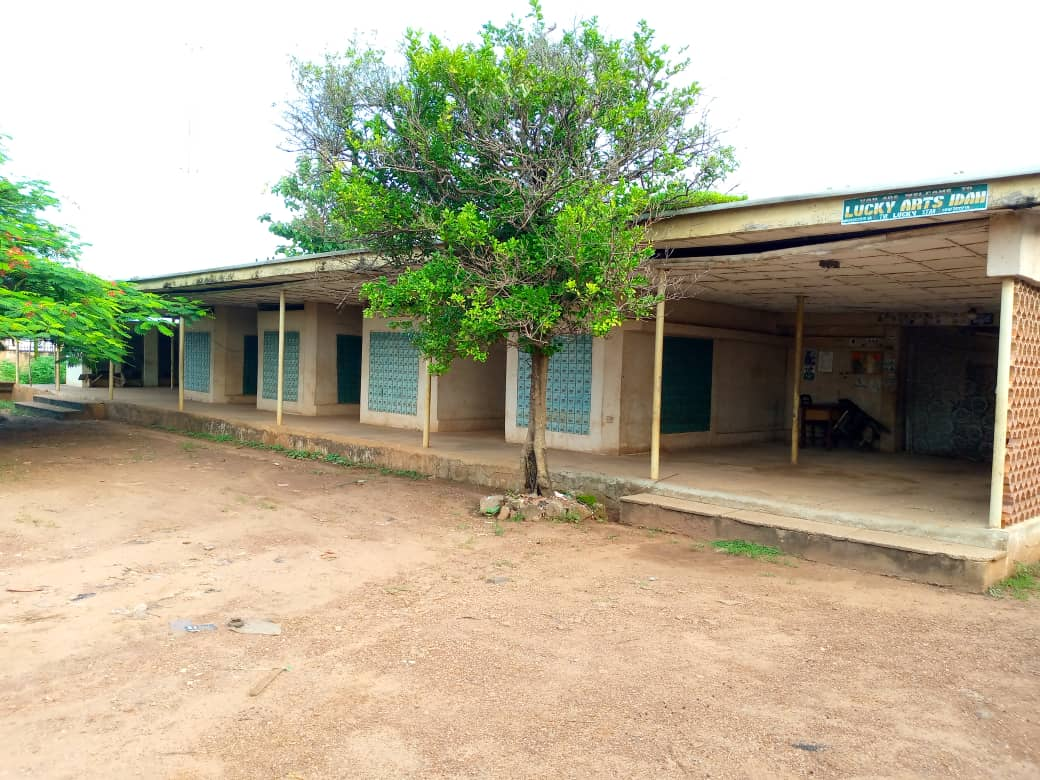
Postkantoor

Idah is een Nigeriaanse stad en Local Government Area (LGA) in de bondsstaat Kogi. 
De stad ligt op de oostelijke oever van de Niger. Het is de hoofdplaats van het koninkrijk Igala. Idah ligt aan de handelsroutes op de Niger en verbindt Lokoja in het noorden met Onitsha in het zuiden en Agenebode in het westen. Idah telde in 2006 een bevolking van 79.755; in 2016 was dat naar schatting 107.700. De bevolking bestaat vooral uit Igala.
De stad is de zetel van een rooms-katholiek bisdom.

## Geboren
- Jordan Attah Kadiri (2000), voetballer